# Weißruthenische Nationalsozialistische Partei
Die Weißruthenische Nationalsozialistische Partei (belarussisch Беларуская нацыянал-сацыялістычная партыя; Belaruskaja Nazyjanal-sazyjalistytschnaja Partyja (BNSP)) war eine belarussische faschistische Partei.
Die BNSP wurde im Jahre 1933 von Fabijan Akintschyz in Vilnius gegründet, der auch ihr Vorsitzender wurde. 1937 wurde die BNSP von den polnischen Behörden verboten. Im Juni 1939 hielt die Partei einen Kongress in Danzig ab, auf dem auch beschlossen wurde, in Zusammenarbeit mit dem nationalsozialistischen Deutschland ein unabhängiges Belarus zu gründen. Wegen des geringen Interesses der belarussischen Bevölkerung an der Partei bemühten sich die deutschen Nationalsozialisten nicht einmal darum, die BNSP in eine prodeutsche Regierung einzugliedern. Ihr Einfluss auf die politischen Beziehungen zwischen Belarus und Deutschland galten als insignifikant.